# Йозеф Франц Австрийский
Йозеф Франц Австрийский (9 апреля 1799, Хофбург — 30 июня 1807, Хофбург) — австрийский эрцгерцог, второй сын и седьмой ребенок последнего императора Священной Римской империи Франца II и его жены Марии Терезы.

## Биография
Родился 9 апреля 1799 в императорском дворце Хофбург в семье императора Франца II и его второй жены Марии Терезы. Был любимцем матери.
Умер 30 июня 1807 в Хофбурге от оспы или жёлтой лихорадки. Похоронен в Капуцинеркихе в Вене рядом со своими братьями и сёстрами.